# Melody (cantant brasilera)
Gabriella Abreu Severino, coneguda artísticament com a Melody (Sao Paulo, 4 de gener de 2006), és una cantant brasilera.
Melody va guanyar notorietat nacional a principis del 2015, quan amb 8 anys va publicar un vídeo a la seva pàgina de Facebook cantant la cançó «Fale de Mim», escrita pel seu pare, MC Belinho. En un vídeo següent, va intentar fer un falset imitant la Christina Aguilera, que es va fer viral. Poc després, va fer un altre vídeo fent falset, aquesta vegada amb un amic del seu pare. Melody va ser considerada una de les infants brasileres més influents a Internet.
La sobreexposició de Melody i la temàtica de les cançons de funk carioca que versionava a internet, amb lletres i coreografies poc aptes per a algú de la seva edat, van provocar una investigació judicial al seu pare. Melody va continuar la seva carrera artística, publicant senzills i videoclips en plataformes d'streaming.